# Baltiska institutet
Baltiska institutet var ett svenskt forskningsinstitut grundat 1970 med avsikt att främja forskning om och kulturellt samarbete med de baltiska staterna. Av de anknutna forskarna och kulturarbetarna var den stora majoriteten exilbalter, varav en övervägande andel ester. Institutet ägnade sig bland annat åt att arrangera internationella vetenskapliga konferenser och gav även ut tidskriften Zari. Verksamheten upphörde 1996, några år efter att de baltiska staterna återfått sin självständighet. Knutna till organisationen var bland andra Bruno Kalniņš och Arvo Horm.